# 越ヶ谷宿
座標: 北緯35度53分48秒 東経139度46分59秒 / 北緯35.896628度 東経139.783114度

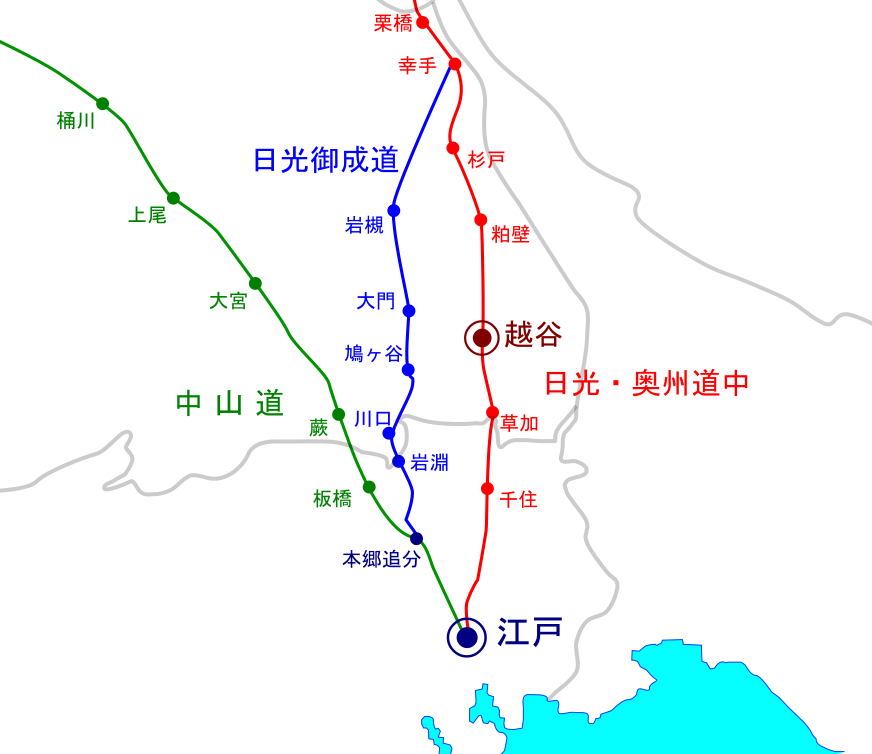
江戸時代、越ヶ谷宿と周辺街道の配置図。

越ヶ谷宿（こしがやじゅく）は、江戸時代に整備された奥州街道および日光街道の宿場町（宿駅）の一つである。

## 概要
越ヶ谷宿は、江戸・日本橋から数えて3番目の日光街道および奥州街道の宿場町であり、江戸（日本橋）からの距離は6里8町であった。前宿・草加宿から1里28町、次宿・粕壁宿へ2里30町あり、奥州街道（後の日光街道）の整備に伴い成立した。元荒川右岸の越ヶ谷（武蔵国）と左岸の大沢（武蔵国）の二つの町を合わせた範囲の宿場町であった。その規模は千住宿に次いだ。越ヶ谷側には久伊豆神社があり、大沢側には下総国の一之宮香取神社が鎮座していた。治水工事により元荒川の流路が変更されたため、久伊豆神社は元荒川の越ヶ谷宿の対岸となっている。
慶長7年（1602年）に奥州街道・日光街道が整備され始め、元和3年（1617年）の日光東照宮建立以降、領主通行の増大に伴い、道路や宿駅・助郷の整備が進められた。
越ヶ谷宿は江戸幕府の成立後すぐに奥州街道の正式な宿場となった。
元荒川の対岸には越ヶ谷の伝馬上の助郷村として、既に慶長17年（1612年）以前に武蔵国埼西郡（埼玉郡）に編入されていた新方庄に含まれる大沢に大沢宿が成立した。越ヶ谷宿の開発は、参勤交代制の制定、日光東照宮の竣工、日光社参の制度化に伴い、承応3年（1654年）、助郷村であった大沢村の両町の宿場機能の両者により完成した。
近隣に河岸場があり、蒲生村（越谷市）に藤助河岸があった。江戸時代以後、明治・大正期にも大量の出荷や取引が行われていた。
越ヶ谷宿では火災や地震の被害の記録があり、都市的で濃密な集住であるために大火、また、安政大地震の被害の記録が残されている。

## 沿革

### 背景

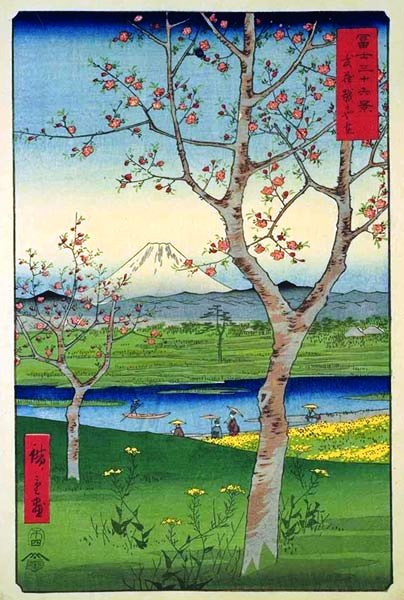
歌川広重『富士三十六景　武蔵越かや在』
背景 ===
安政六年（1858年）刊行。

古代より近世初期まで、越ヶ谷地域は利根川の本流であった現・元荒川を境に、左岸は下総国葛飾郡、右岸は武蔵国埼玉郡（埼（崎）西郡）に区画されていた。現・元荒川、古隅田川、大落古利根川で囲まれた地域は、下総国葛飾郡下河辺荘のうち新方庄に属した。南北朝時代までは藤原秀郷の子孫である下野国小山氏の一門、下河辺氏によって開発された八条院領の寄進系荘園であった。元荒川以南の地域は、古来より武蔵国埼玉郡に属する。平安時代の長久・寛徳年間（1040年〜）、野与党の一族、古志賀谷為基や大相模能高が定住し、野与党の氏神久伊豆神社を祀ったと伝えられる久伊豆神社は 、中世武士団・武蔵七党のうち、野与党や私市党の崇敬を受け、後に越ヶ谷の領主的土豪会田家の氏神となる。
中世になると、越ヶ谷側は武蔵国埼（崎）西郡、大沢側は下総国葛飾郡下河辺荘(新方庄)となり、現・元荒川は国境であった。そのため、越ヶ谷側は武蔵国の久伊豆神社があり、大沢側には下総国の一の宮香取神社が鎮座していた。
また、既に鎌倉時代頃には六斎市の立つ町として栄えていた記述があり、猿島街道、赤山街道が東西南北に貫通する交通の要衝でもあった。このように、越ヶ谷宿は、中世末期から、政治的、経済的、信仰的に中心集落として賑わっていたことから、慶長7年（1584年）頃から奥州往還宿指定へとつながっていった。

### 越ヶ谷宿の開発

#### 奥州・日光街道の開発
慶長7年（1602年）から奥州街道・日光街道が整備され始め、元和3年（1617年）日光東照宮建立以降、領主通行の増大に伴い、道路や宿駅・助郷の整備が進められた。寛永2年（1625年）、三野宮・大道・大竹・恩間が岩槻藩領になり、寛文2年(1662年）以降、見田方・南百・千疋・四条・麦塚・柿ノ木が東方忍藩領になる。あとの地域はいわゆる「天領」であり、関東郡代の支配地域であった。
奥州道の経路は、「はじめ千住（現・東京都足立区）から淵江（同上）から利根川（現・中川）と荒川（現・元荒川）の自然堤防上を八条（現・八潮市）・大相模・瓦曾根を経て越ヶ谷へという道筋であった」が、慶長17年頃、越ヶ谷辺りの奥州道の整備が進められた。

#### 越ヶ谷宿の指定

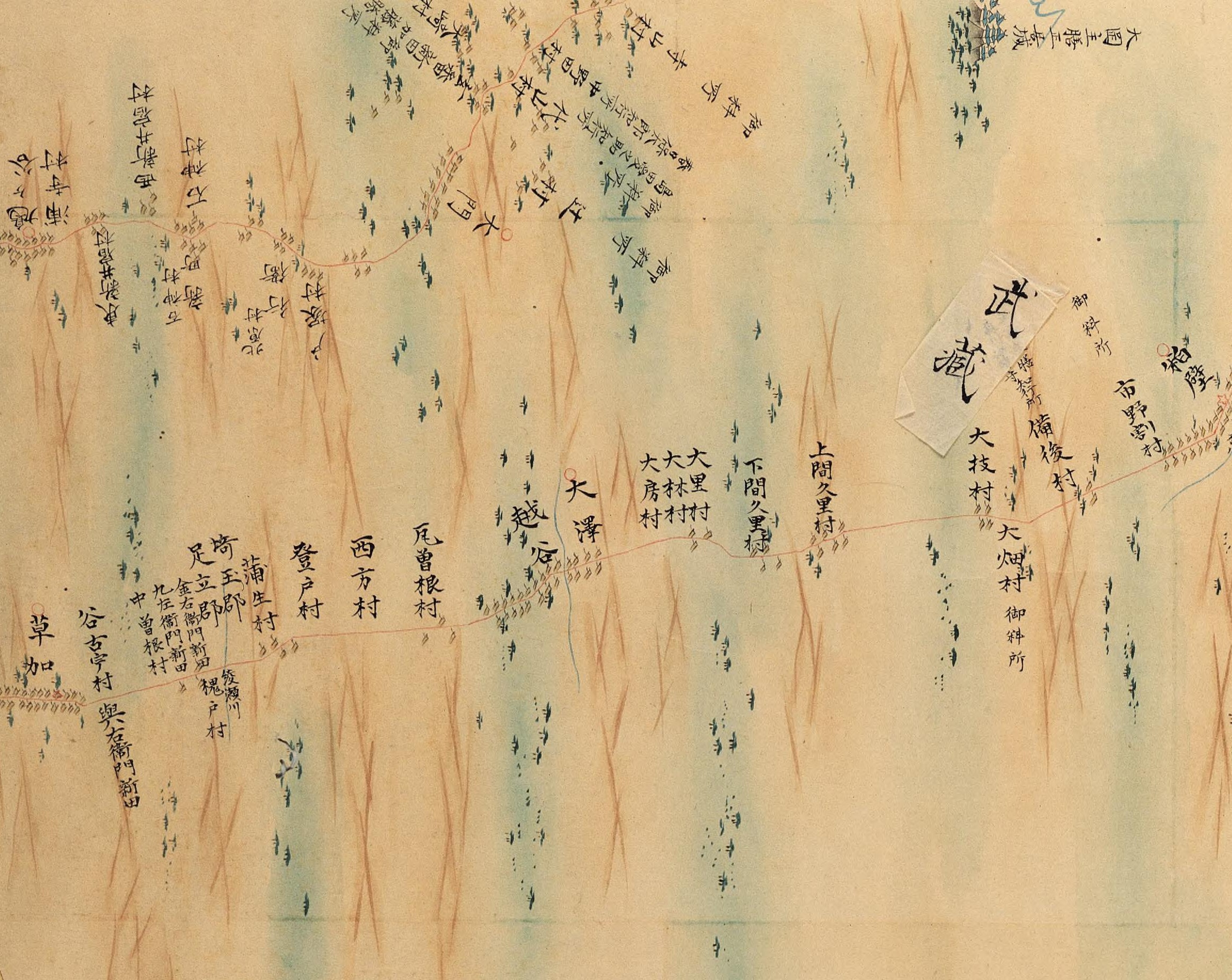
越谷.大澤周辺 〔大日本沿海輿地全図 〕. 第８７図 下野・下総・武蔵(武蔵・草加・下総・古河・下野・小山)

越ヶ谷宿は、江戸幕府の成立後すぐに奥州街道の宿場に取立てられ、正式な宿場となった。
元荒川の対岸である大沢村も町場化し、越ヶ谷の伝馬上の助郷村として大沢宿が成立しており、慶安3年（1650年）には越ヶ谷宿・大沢宿に地子免許が与えられていた

。
両町の伝馬機構は合体され、交通上は両町合わせて越ヶ谷宿とされた。
慶長17年（1612年）以前には、現元荒川の左岸の大沢は、既に、下総国葛飾郡から武蔵国埼西郡（埼玉郡）に編入されていた。
越ヶ谷宿の開発は、寛永12年（1635年）の参勤交代制の制定、寛永13年(1636年)の日光東照宮造営の竣工、日光社参の制度化に伴い、承応3年（1654年）越ヶ谷宿は、助郷村であった大沢村の両町の宿場機能の両者により完成したという。江戸時代初期、慶安3年（1650年）に越ヶ谷・大沢宿などに地子免許を与えた。元禄9年（1696年）には、越ヶ谷と大沢の規模は、伝馬制に伴い、越ケ谷、大沢両町に各5,000坪の地子免がなされ、越ヶ谷9町20間、大沢9町27間とほぼ均等の町場が形成されたという。。

### 繁栄

#### 越ヶ谷御殿
越ヶ谷御殿は、慶長9年（1604年）に徳川家康によって設けられた。この地には、当初、越ヶ谷郷の土豪・会田出羽の陣屋があったが、家康により、増林にあった御茶屋御殿を移したといわれている。
この辺りは元荒川沿い低湿地地帯で、野鳥が多く、家康や徳川秀忠も御殿に休泊し、民情視察を兼ねて鷹狩りを重ねていた。『徳川実紀』によると、慶安2年（1649年）、徳川家綱の時、日光社参の際、休泊に利用されたという。
明暦3年（1657年）、明暦の大火により江戸城が焼失したため、江戸城二の丸に移された。
跡地は畑地として開発され、現在に至る。「御殿」の名はその地名として残り、住居表示施行の際に「御殿町」として正式な地名となっている。

#### 越ヶ谷と大沢の宿場町
越ヶ谷と大沢では、当初、越ヶ谷町の本陣、問屋役持回りなど宿場の要職は会田一族に集中していた。安永2年（1773年）越ヶ谷町と大沢町両町惣百姓大評定の上、伝馬業務両町合体を決めた。越ヶ谷宿の宿駅機構の改革とその伝統的権威の多くの失墜のため、、安永3年（1774年）に、越ヶ谷宿の本陣は越ヶ谷町の会田八右衛門から、大沢町の福井家へ移った。そのため、越ヶ谷宿の町場構造は、越ヶ谷町に商店の集中が見られ、大沢町に旅籠機能の集中が見られるという特徴的な町構造を造った。
越ヶ谷と大沢の総戸数の記録があり、寛延3年（1750年）の記録によると、大沢町が総戸数は383軒である。百姓63軒、地借30軒、店借262軒であった。
『日光道中宿村大概帳』によると、越ヶ谷町は総戸数542軒である。百姓125軒、地借、店借412軒であった。

#### 飯盛り旅籠
越ヶ谷宿の旅籠数は、本陣・脇本陣を含めて57軒（天保年間）あった。そのうち、飯盛旅籠は、境板橋の右手一帯（越ヶ谷）に23軒を集中し、千住宿を除いた日光街道に於いて最大の花街を形成したという。

## 宿駅

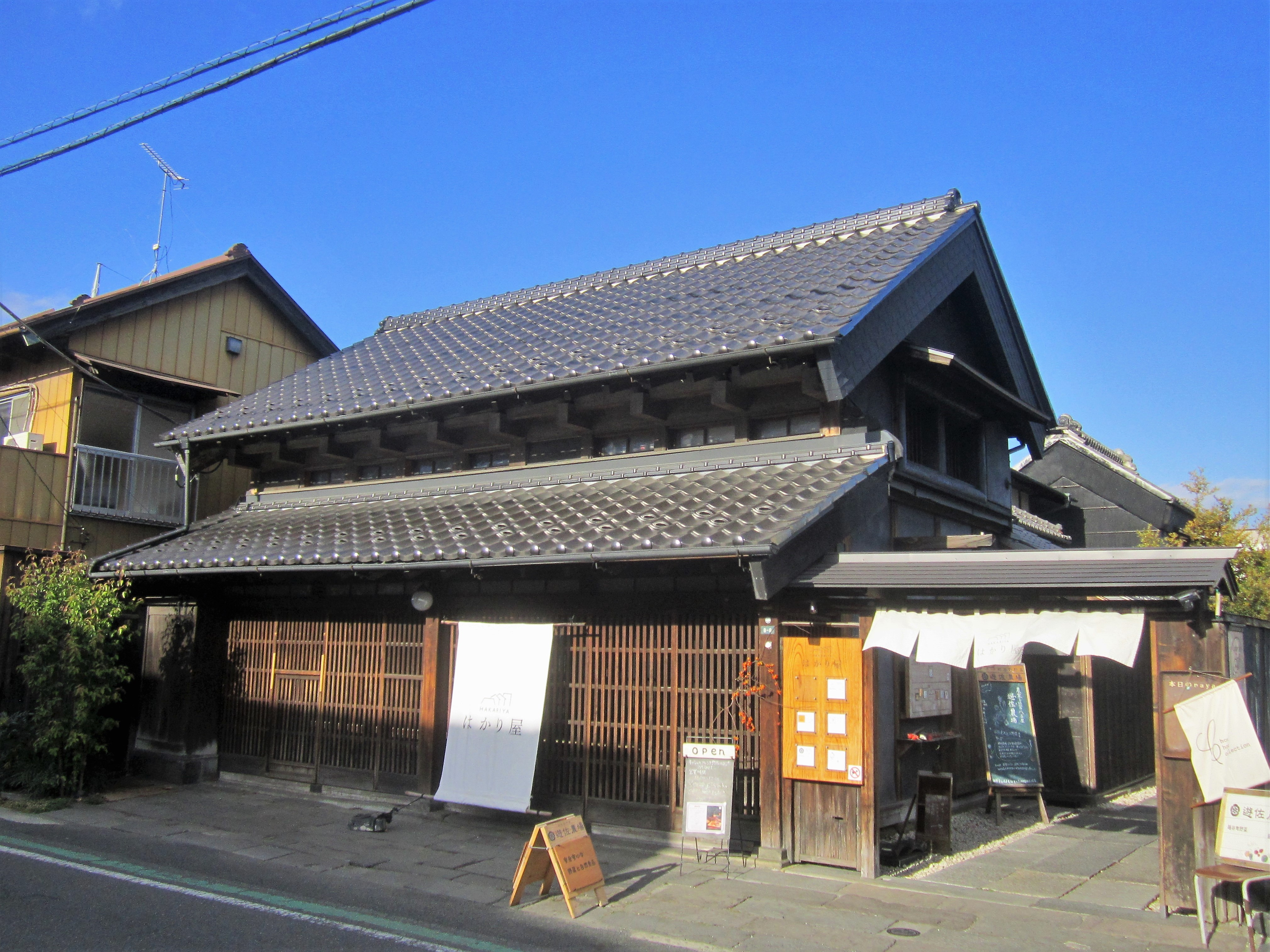
古民家複合施設「はかり屋」

越ヶ谷宿の行政単位は、越ヶ谷町が本町、中町、新町に、大沢町が上宿、中宿、新宿に分けられていた。元禄9年（1696年）、越ヶ谷、大沢両町に各5,000坪宛の地子の免許がなされた。
地子割当は、越ヶ谷町が、伝馬役百姓120軒、歩行役百姓21軒で、大沢町が、伝馬役百姓73軒、歩行役百姓 5 軒であった。
『日光道中宿村大概帳』によると、天保14年（1843年）『越ヶ谷宿には本陣1軒、脇本陣4軒、旅籠52軒が設けられていた。宿内の家数は1,005軒、人口は4,603人であった。
宿場の範囲は現在の越谷市越ヶ谷から元荒川を渡り、同市大沢に至る範囲である。古くから栄えていた越ヶ谷側は旅籠よりも商家の比率が高いのに対し、大沢側は純粋な宿場の形態を持っており、本陣・脇本陣も大沢側に置かれていた。規模は、大沢側の本陣（福井家）1、脇本陣2（山崎家と深野家）、旅籠大小40軒、人口4,603人であった。うち、本陣付御用旅籠（脇本陣と同格の格式をもった幕府指定の旅籠の事）が16軒で、当宿の重要性が良く分かる。

## 物資流通・商業施設

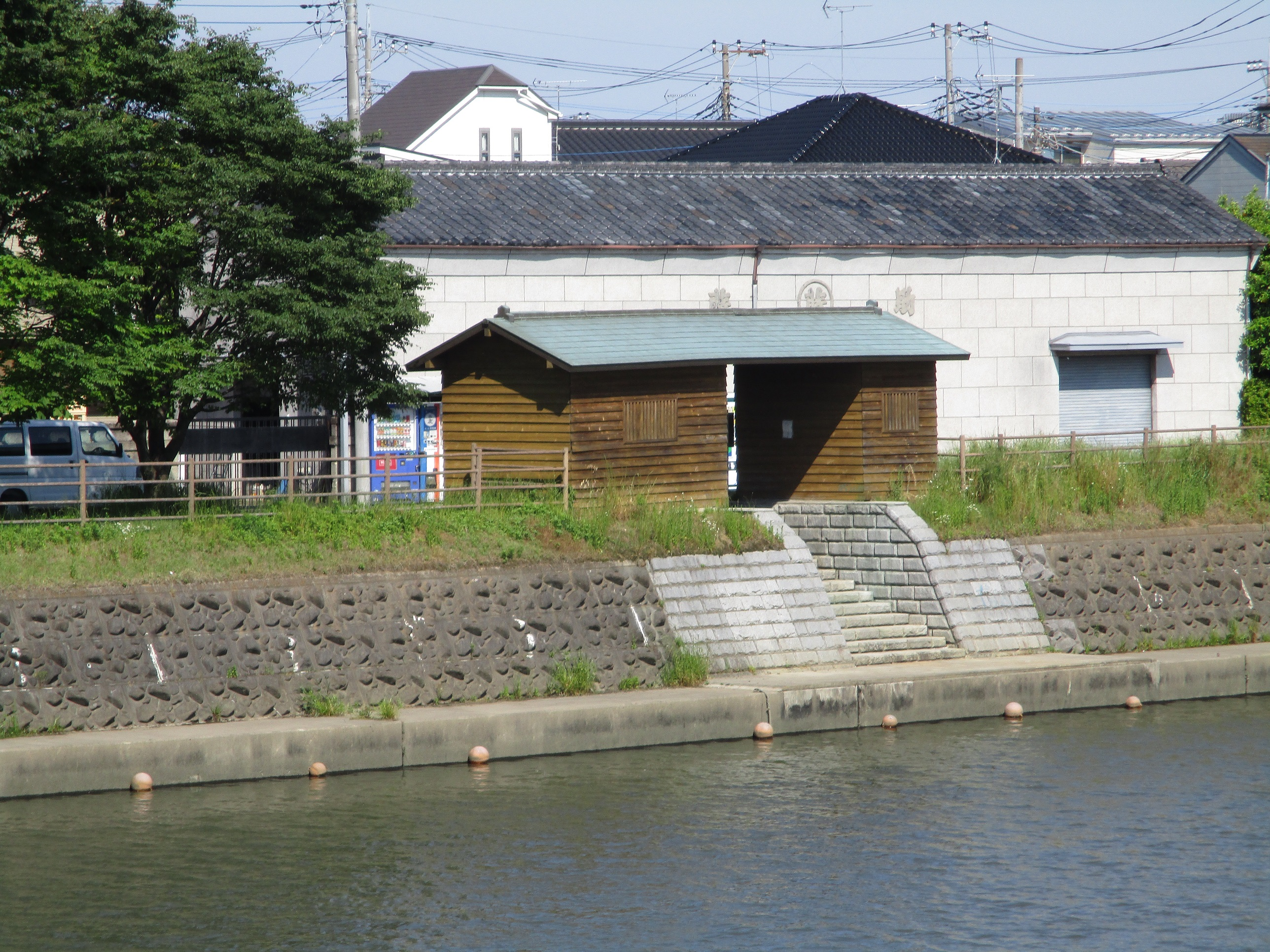
復元された藤助河岸

### 藤助河岸
藤助河岸は、蒲生村（越谷市）にあった河岸場であった。藤助河岸は、綾瀬川河岸とも蒲生河岸とも呼ばれていた。藤助河岸場は綾瀬川の左岸、出羽堀の合流地に置かれていた。「藤助河岸」の名称の由来は「河岸問屋高橋家の当主名が藤助であったため」といわれている。近隣の村から運ばれた年貢米の津出し（出荷）されていた。この河岸場が栄えた時期は天和・元禄時代であった。『武蔵国郡村誌』によると、河岸場の所有舟は、「似艜船10 艘、川下小舟19艘、伝馬造茶船10艘」との記述がある。
江戸時代以後、明治・大正期にも大量の出荷や取引が行われていたが、大正9年に東武鉄道に越谷駅が設立されると、次第に鉄道輸送に取って代わられ、昭和初期には廃業したという。

## 災害

### 越ヶ谷宿の大火
越ヶ谷宿は、都市的で濃密な集住であるために大火の危険にさらされた。寛政6年（1794年）1月では、越ヶ谷町167軒焼失した。また、文化13年（1797年）3月では大沢町大火・本陣ほか197軒焼失等多数の大火が起こっている。

### 安政大地震の被害
安政大地震は、安政2年10月2日（1855年11月11日）に、東京湾北部を震源とした直下地震があり、古文書から越谷村では震度は5程度とされる。
この地震による被害は、「江戸に近い越谷市越ヶ谷（越谷村）では「卯十一 月十二日快晴夜四ッ時近来稀成大地震、前蔵大瑕 （きず）二三ヶ所鉢巻平は少々出、頭蔵は四方鉢巻 平壁弐尺通り落、家根瓦難無、物置ひさし落」（『越谷市史』）があり、また、「私共村ゝ之儀 当月 二日夜地震ニ而 家毎ニ軒壁等震崩し 其外建具類 共殊之外破損多く 此上御鷹野御用ニ而御泊り等被 仰付候茂当分之内者差支勝与奉存候間此段御届可 申上候」（『埼玉県立図書館所蔵文書』）と、大間野村、越谷村、七左衛門村の名主から代官所へ報告されている。これらの文書から、越谷村では安政大地震による被害は大きくなかったとされている。

## 名所・旧跡
名所・旧跡
- 建長元年板碑[27]
- 越ヶ谷御殿跡[15]
- 越ヶ谷久伊豆神社
- 大沢香取神社[28]
- 木下半助商店 - 越谷市で初めて国登録有形文化財に指定された[2][29][30]。

## 交通

### 隣の宿
- 日光街道、奥州街道

草加宿 - 越ヶ谷宿 - 粕壁宿

## 参考資料
一次資料
- 越谷市、『越谷市史』 第4巻 (史料 2)、越谷市、1972年、 （福井権右衛門『越ヶ谷瓜の蔓』、『大沢猫の爪』 文化末〜文政初年 （1816年 〜 1817年）を所蔵）
- 『大沢町古馬函』
- 『新編武蔵風土記稿』（1810年起稿～1830年完成）
  - 「越ヶ谷宿 大澤町」『新編武蔵風土記稿』 巻ノ203埼玉郡ノ5、内務省地理局、1884年6月。NDLJP:764008/12。
- 『武蔵田園簿』正保年間（1644年〜1648年）
- 天保14年（1843）『日光道中宿村大概帳』

和書
- 阿部昭、「享保の日光社参における公儀御用の編成」、『人文学会紀要』26、国士舘大学文学部人文学会 編、1993年
- 倉上洋行「比企歴史研究において重要な観音寺遺跡」『武蔵丘短期大学紀要』第15号、武蔵丘短期大学、2007年、25-31頁。
- 越谷市、『越谷市史』 第4巻 (史料 2)、越谷市、1972年。
- 越ヶ谷市史編纂委員会．『越ヶ谷ふるさと散歩（上）』、越ヶ谷市市史編纂室、1979年。
- 武井 尚 (1993). “近世初頭の国境の移動と流路”. 中川水系 Ⅲ人文. 埼玉県. pp. 117–120. ISBN 9781483135496
- 竹内誠 (1984). わが町の歴史　越谷. 文一総合出版
- 中島義一. "徳川将軍家御殿の歴史地理的考察 (第 3 報): 日光社参の場合." 駒澤地理 15 、駒澤大学、1979年: 53-67頁。
- 中村操・茅野一郎・松浦律子「安政江戸地震の首都圏の被害」『歴史地震』第19巻、歴史地震研究会、2003年、32-37頁。
- 平戸ルリ子; 村上和雄「舟運史と環境からみた綾瀬川」『東京家政大学博物館紀要』第19号、東京家政大学、2014年、123-136頁。
- 松本勝邦・古川和典「日光街道越ヶ谷宿の町並形成と境界構造」『明治大科学技術研究所紀要』 39（6）、明治大学、2000年。
- 山崎善司、『四丁目会田太郎兵衛家の先祖に付いて』、越谷市郷土研究会、1991年。
- 有限会社　平凡社地方資料センター編「越ヶ谷宿」『日本歴史地名体系11巻　埼玉県の地名』初版、1993年、1033-1034頁。

WEB
- 越谷市産業情報ネットワーク 冬 越ヶ谷宿をめぐる - ウェイバックマシン（2016年6月17日アーカイブ分）こしがやiiネット（公開終了）